# Chiesa della Palanca
La chiesa dell'Addolorata, nota come chiesa della Palanca, è una piccola chiesa sussidiaria posta sulla strada provinciale che da Tesero sale verso Stava in Trentino. Fa parte della zona pastorale di Fiemme e Fassa dell'arcidiocesi di Trento e risale al XVIII secolo. Conserva un paliotto intitolato alle Anime del Purgatorio attribuito a Tommaso Rasmo di Predazzo e un'ancona raffigurante la Pietà, opera di Carlo Vanzo di Cavalese. 

## Storia

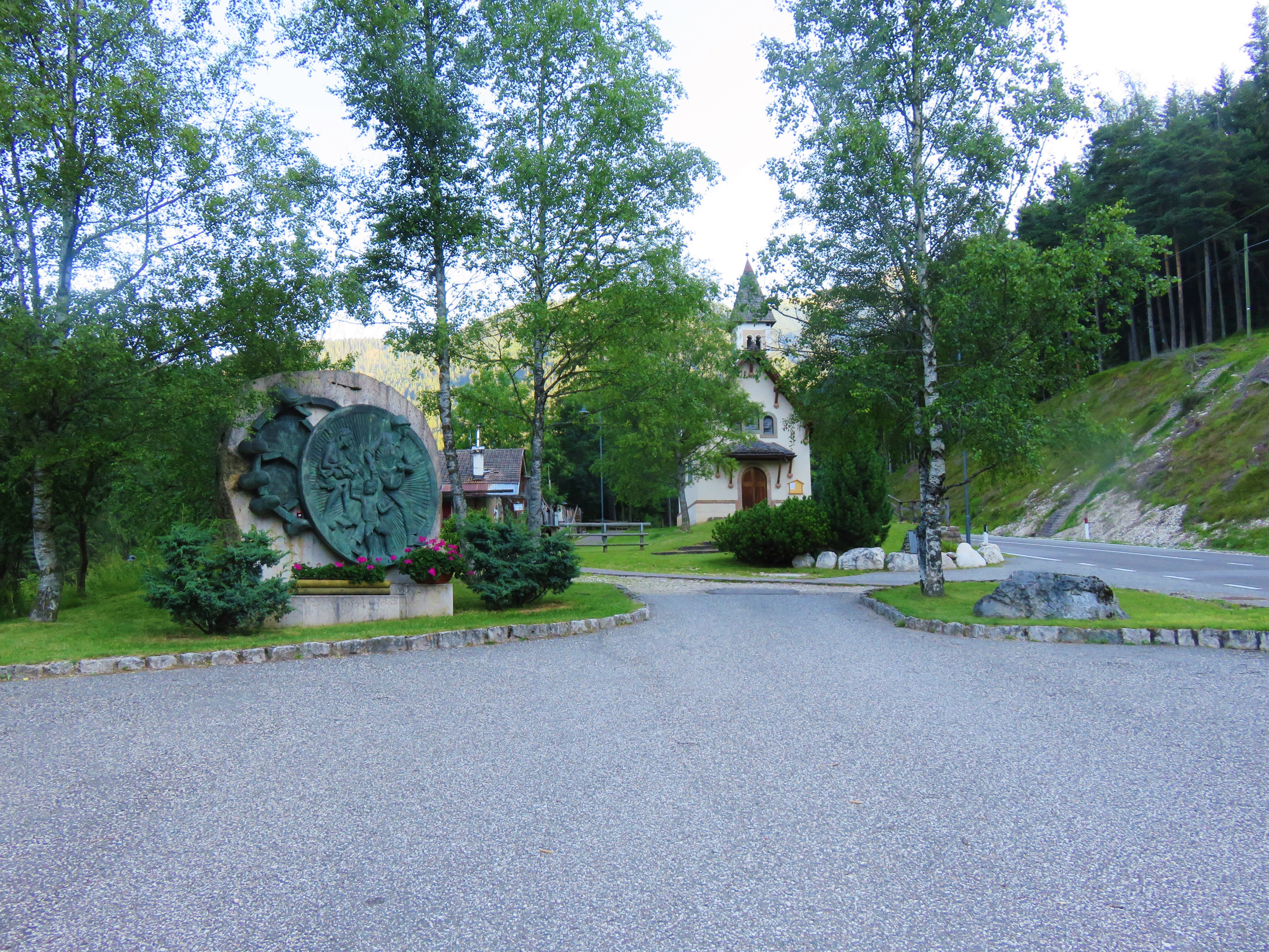
Chiesa della Palanca vista dal parcheggio a lato del quale si trova il monumento a ricordo del disastro della Val di Stava

Nel 1728 la Regola di Tesero eresse una piccola chiesetta dove esisteva un antico tabernacolo, luogo di sosta dei viandanti che da Tesero salivano verso Pampeago. La piccola chiesa nel 1819 venne in parte demolita e ricostruita, in un'unica navata.
Nel 1842 venne aggiunto il presbiterio e nel 1874 fu eretto il campanile con la sacrestia.
L'ultimo intervento importante sulla struttura avvenne tra gli anni 1934 e 1936, quando fu aggiunta l'aula di maggiori dimensioni e il campanile venne sopraelevato di una cella.
Queste significative modifiche strutturali produssero una rotazione dell'asse dell'edificio di 90 gradi nel verso antiorario mantenendo intatta tuttavia la struttura originaria del XVIII secolo che venne inglobata nella nuova. Il primitivo presbiterio divenne una piccola cappella laterale, che entrando nella sala della chiesa, si può vedere alla destra dell'altare maggiore.

### Origini del nome
Attorno al 1726 vi fu un grosso nubifragio lungo la valle di Stava ed in seguito a questo evento si produssero due ampi fossati che resero difficile l'attraversamento del torrente. Si gettarono allora grosse travi (palanche) ricavate dai ricchi boschi vicini e se ne ottenne un ponte. Il luogo prese da quel momento ad essere chiamato fosso delle Palanche o Palanca, e dall'usanza ne derivò il nome col quale la chiesa dell'Addolorata è conosciuta sia dai residenti sia dai turisti.

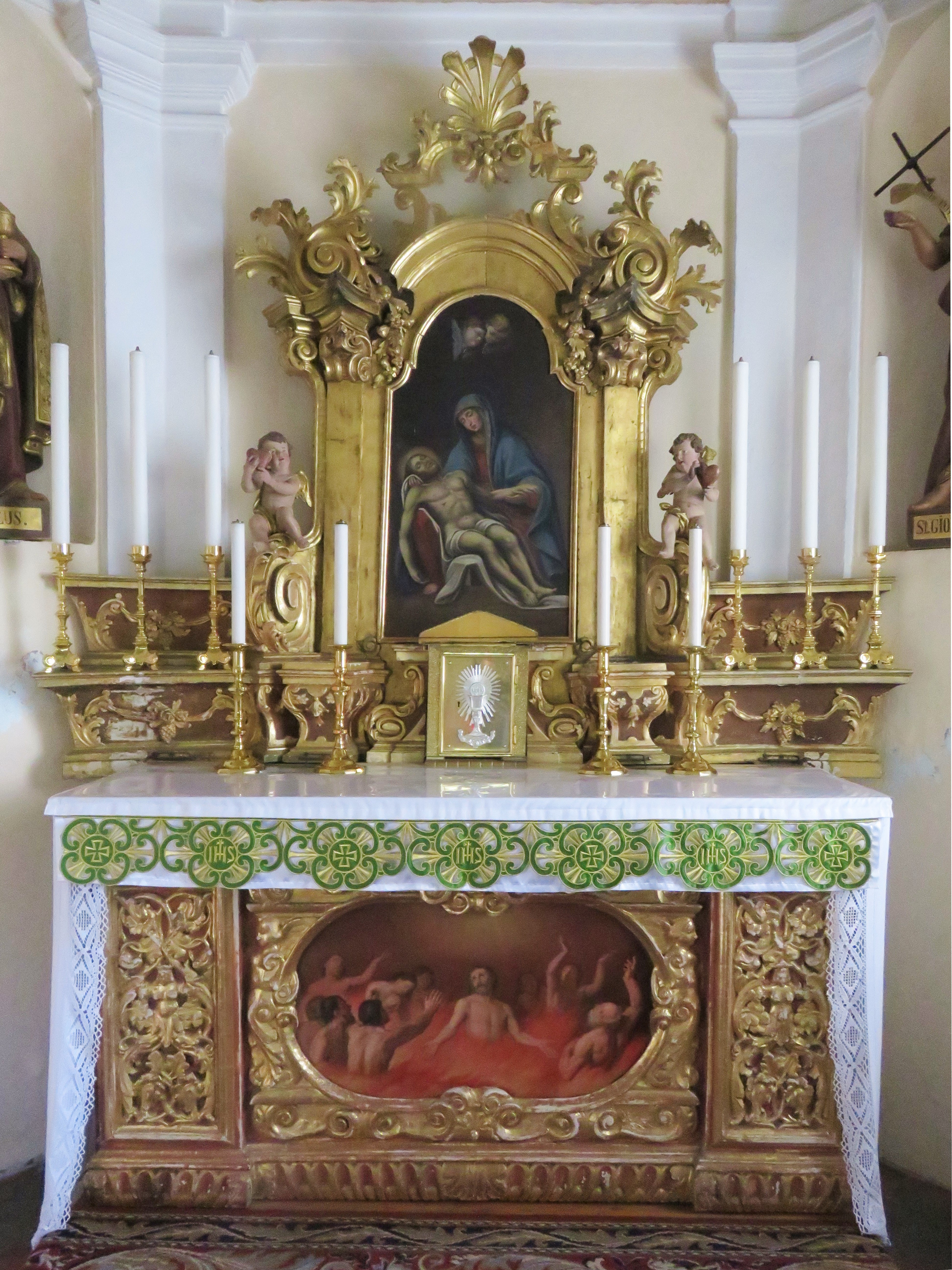
Altare ligneo in stile barocco della cappella laterale della chiesa col paliotto intitolato alle Anime. Sopra l'altare ancona in legno policromo e dorato con Pietà, opera di Carlo Vanzo.

### Consacrazione
La consacrazione avvenne il 23 settembre 1860.

## Descrizione
La chiesa ha una navata unica con una sola cappella laterale di fianco all'altare. 
Nel presbiterio è presente un crocifisso in legno, e, ai suoi lati, due statue policrome del 1936 che raffigurano San Giovanni Nepomuceno e Sant'Antonio da Padova. Le due sculture sono opera di Albino Doliana, artista di Tesero morto nel 1950 che le donò alla piccola chiesa.
La cappella laterale conserva l'altare ligneo originale in stile barocco che venne acquistato a Bolzano e viene da una cappella del palazzo di Giovanni Battista Jellici.
Accanto alla chiesetta un cippo ricorda l'episodio avvenuto nel 1727 quando un cacciatore, nella zona soprastante dei Cornacci, sparò ad un orso e poi entrambi, lottando, precipitarono in basso, accanto al vecchio tracciato della strada spostato nel 1971.

### Aspetti artistici e storici
Nel 1819 nella navata fu collocato un grande dipinto raffigurante L'Addolorata, opera di Antonio Longo, che in seguito venne trasferito nella chiesa di San Leonardo.
Il paliotto dell'altare laterale, intitolato alle Anime del Purgatorio viene attribuito a Tommaso Rasmo di Predazzo e arriva dal già citato palazzo Jellici.

## Visita di papa Giovanni Paolo II

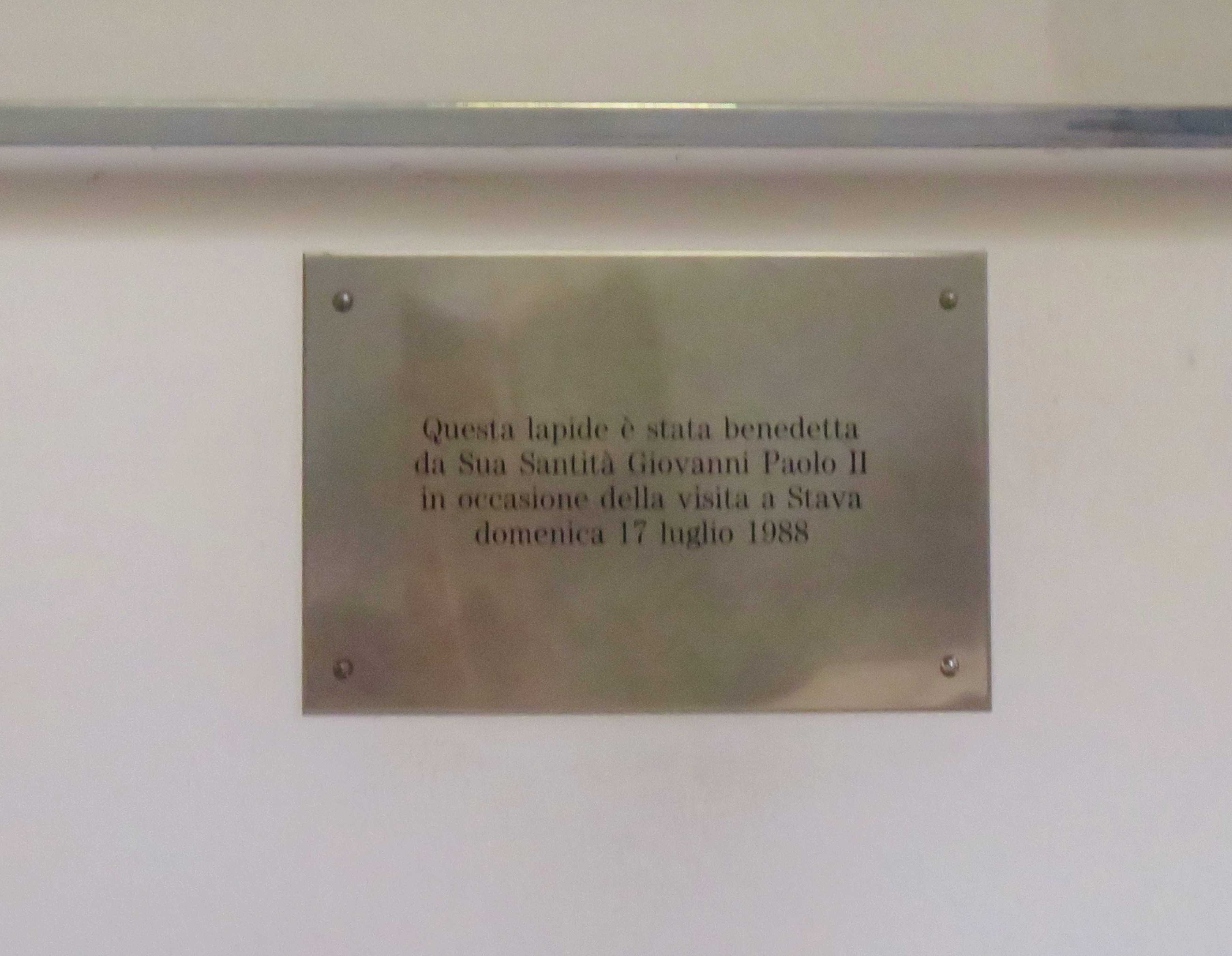
Targa a ricordo della visita di Giovanni Paolo II

Il 17 luglio 1988 papa Giovanni Paolo II fece visita al cimitero di San Leonardo di Tesero rimanendo in preghiera davanti alla croce che ricorda le vittime della tragedia che aveva colpito la valle solo tre anni prima. In quell'occasione si recò anche alla chiesetta della Palanca per benedire la grande lapide in cristallo che ricorda i nomi di quanti persero la vita il 19 luglio 1985.